# 強哲
《鋼鐵心靈》（韓語：깡철이），是一部2013年上映的韓國電影。以釜山為背景，講述男子漢強哲為了守護母親，即使一無所有也憑著一股韌勁和殘酷社會對抗的故事。

## 演員陣容
- 劉亞仁：強哲
- 金海淑：順伊
- 金正泰：尚昆
- 金盛吳：輝昆
- 李施彥：鐘秀
- 鄭有美：秀智
- 申正根：八神
- 裴瑟琪：在淑
- 崔永城：愛迪達
- 張太盛
- 金瑞慶
- 宋永彰
- 金賢淑
- 高仁範

## 外部連結
- NAVER電影 （页面存档备份，存于）